# Крива ријека (притока Стригове)
Крива ријека је притока ријеке Стригове. Извире у близини цркве Успења пресвете Богородице у насељу Марини, град Приједор. Од извора тече ка сјеверу западно од брда Каран, гдје се састаје са потоком Грабашницом. У насељу Стригови чини ријеку Стригову. Протиче кроз град Приједор и општину Козарска Дубица.